# Beke Sterner
Beke Sterner (* 22. Februar 2003 in Schleswig) ist eine deutsche Fußballspielerin.

## Karriere

### Vereine
Die offensive Mittelfeldspielerin begann ihre Karriere beim TSV Friedrichsberg-Busdorf und wechselte über den SC Weiche Flensburg 08 in die Jugendabteilung der SGS Essen, wo sie in der B-Juniorinnen-Bundesliga zum Einsatz kam. Im Sommer 2020 rückte Sterner in den Kader der ersten Frauenmannschaft auf. Am 21. November 2020 gab sie ihr Debüt in der Bundesliga beim 6:1-Sieg der Essenerinnen im Revierderby beim MSV Duisburg. Sterner wurde dabei für Carlotta Wamser eingewechselt. Ihr erstes Bundesligator folgte am 5. Mai 2021, als sie bei der 1:3-Niederlage der Essenerinnen bei Eintracht Frankfurt den Ehrentreffer für Essen erzielte.

### Nationalmannschaft
Ihr Debüt als Nationalspielerin gab sie am 15. September 2021 für die U19-Nationalmannschaft, die in Wolgograd das Testspiel gegen die Auswahl Sloweniens mit 6:1 gewann. Ihr erstes Länderspieltor erzielte sie am 22. Februar 2022 beim 3:0-Sieg im Testspiel gegen die Auswahl der Schweiz in La Línea de la Concepción, Spanien. Bei der Reaktivierung der U23-Nationalmannschaft im Spieljahr 2024 kam sie am 24. Oktober in Frankfurt am Main beim 3:0-Sieg über die U23-Nationalmannschaft Frankreichs zum Einsatz.